# Bernardo O'Higgins
Bernardo O'Higgins (španělsky berˈnarðo oˈxiɣins) (20. srpna 1778 Chillán – 24. října 1842 Lima, Peru) byl chilský bohatý statkář španělsko-irského původu, který spolu s José de San Martínem během chilské války za nezávislost osvobodil zemi od španělské nadvlády. V letech 1817 až 1823 působil ve funkci Vrchního direktora Chile a patřil mezi chilské otce zakladatele.

## Mládí

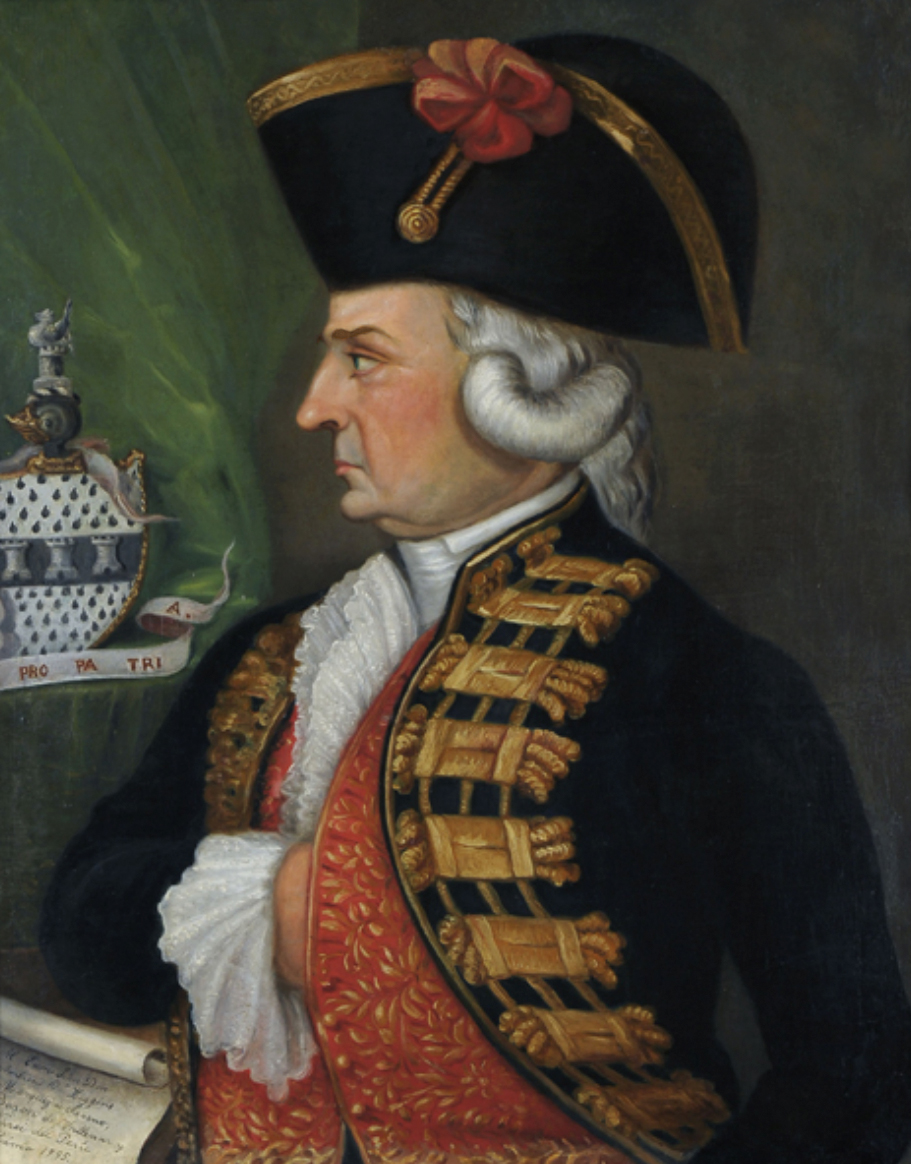
Ambrosio O'Higgins, Bernardův otec, kterého nikdy nepoznal.

Narodil se 20. srpna 1778 v Chillánu do irské šlechtické rodiny O'Higginsových jako nemanželský syn Ambrosia O'Higginse, 1. markýze z Osorna, narozeného v irském hrabství Sligo, který byl v době synova narození pouze mladším španělským důstojníkem. Matkou Bernarda O'Higginse byla Isabela Riquelme, dcera místního předního občana Dona Simóna Riquelme y Goycolea, člena městské rady zvané Cabildo. Ta se dva roky po synově narození provdala za otcova přítele, Dona Félixe Rodrígueze.
První roky života strávil u matčiny rodiny v jižním Chile. Později pobýval v Talcu u rodiny Albanů, která byla obchodním partnerem jeho otce. V 15 letech ho jeho otec, který již zastával funkci guvernéra Chile, poslal do Limy a udržoval s ním vztah na dálku, finančně ho podporoval, zajímal se o jeho vzdělání, ale nikdy se s ním osobně nesetkal. Bernardo O'Higgins až do smrti svého otce v roce 1801 používal příjmení své matky.
V 17 letech byl otcem, který v té době působil jako místokrál Peru, poslán do Londýna, aby dokončil svá studia. Studoval zde historii a umění. Během londýnského pobytu se také seznámil s americkými myšlenkami na nezávislost, které podnítily jeho národní cítění. Setkal se také s venezuelským idealistou věřícím v nezávislost své vlasti, Franciscem de Mirandou. Vstoupil do Zednářské lóže, kterou Francisco de Miranda založil, a která usilovala o nezávislosti Latinské Ameriky. V roce 1798 Bernardo O'Higgins opustil Spojené království a odjel do Španělska. Jeho návrat do Ameriky se opozdil kvůli propuknutí francouzských revolučních válek.
V roce 1801 zemřel jeho otec. Zanechal mu rozlehlou usedlost, ležící poblíž chilského města Los Ángeles, Haciendu Las Canteras. V roce 1802 se Bernardo vrátil do Chile, přijal příjmení svého otce a stal se statkářem. V roce 1806 byl jmenován do místní samosprávní rady zvané Cabildo jako zástupce okresu Laja. V roce 1808 převzal Napoleon kontrolu nad Španělskem, což odstartovalo i sled událostí v Jižní Americe. V Chile obchodní a politické elity vytvořily autonomní vládu ve jménu uvězněného krále Ferdinanda VII. Tento akt byl první z řady událostí, které vedly k zisku nezávislosti nad Španělskem.

## Válka za nezávislost Chile
18. září 1810 se O'Higgins připojil k odboji proti španělské vládě momentálně ovládané Francouzi. Vůdci chilských kreolů nepodporovali vládu Josefa Bonaparta ve Španělsku a vytvořili První vládní juntu s cílem navrátit španělského krále na trůn. Tento den je dnes oslavován jako Den nezávislosti Chile. O'Higgins byl blízkým přítelem jednoho z radikálnějších členů junty, Juana Martineze de Rozas, což byl dávný kamarád jeho otce. Důsledně podporoval vytvoření Národního kongresu Chile, který byl ustanoven 4. července 1811 a O'Higgins byl do něj zvolen za okres Laja. Panovalo v něm ovšem určité napětí mezi royalisty a zastánci nezávislosti, ke kterým se O'Higgins hlásil.
Tábor antiroyalistů byl ovšem hluboce rozštěpen osobními animozitami a také geograficky (existovala značná rivalita mezi městy Santiago a Concepción). Rodina Carrerů ze Santiaga, která se několikrát pokoušela o převrat, podporovala čistě chilský nacionalismus. Naproti tomu tzv. Lautarská lóže, jejíž členové byli mimo jiných de Rozas, O'Higgins a Argentinec José de San Martín, sídlila v Concepciónu a jejím cílem bylo osvobození celé Latinské Ameriky.
V důsledku toho začal O'Higgins politicky i vojensky soutěžit se svým prominentním rivalem Carrerou. De Rozas původně O'Higginse jmenoval v roce 1812 (snad díky jeho nemanželskému původu, chabému zdraví a nedostatku vojenských zkušeností) na nižší vojenskou pozici. Většinu svých vojenských znalostí získal od dalšího irského imigranta Juana Mackenny, což byl zkušený voják a za vlády jeho otce Ambrosia guvernér Osorna. Jeho rady se ovšem většinou týkaly jen jezdectva. Takže když v roce 1813 podnikli Španělé první pokus znovu dobýt Chile a vyslali expedici vedenou generálem Antoniem Parejou, bylo přirozené, že velení celé armády se ujal zkušenější Carrera.
O'Higgins, který předešlého roku odešel ze zdravotních důvodů z armády pobýval na svých statcích v Laja, když dorazily zprávy o španělské invazi. O'Higgins zmobilizoval místní milici a vpochodovali do Concepciónu a poté se v Talce setkali s velitelem nové armády Carrerou. Ten poslal O'Higginse odříznout Španěly u Linares a díky tomuto vítězství byl jmenován plukovníkem. Při neúspěšném pokusu dobytí Chillánu v nehostinném zimním počasí v srpnu 1813, kde hrál O'Higgins jen nevýznamnou úlohu, převzal celou odpovědnost za debakl Carrera a značně to snížilo jeho prestiž v očích Junty. O'Higgins pokračoval s nezměrnou bojovností v bojích proti royalistům. 17. října 1813 se proslavil v bitvě u El Roble, když v kritické chvíli převzal velení po Carrerovi, který z ní uprchl a vydal jeden ze svých slavných rozkazů:
| „ | Chlapi! Buď budete žít se ctí nebo slavně zemřete. Odvážní za mnou! | “ |

Ač měl zraněnou nohu, vyběhl první a vojáci inspirovaní jeho příkladem vyrazili za ním a zahnali nepřátele do řeky. Poté Junta v Santiagu zbavila velení Carreru a jmenovala O'Higginse. Ten ustanovil jako velícího generála Juana MacKennu. Carrera byl později zajat a uvězněn royalisty. V době jeho nepřítomnosti uzavřel z pověření Junty O'Higgins vzhledem k vyčerpanosti vojska v květnu 1814 Smlouvu z Lircay, podle které byly zastaveny boje. Royalisté ale Carreru i jeho bratra propustili na svobodu. Ti ovšem nesouhlasili s obsahem smlouvy a O'Higginsovým velením a v červenci 1814 svrhli převratem Juntu a okamžitě vyštvali do exilu Mackennu.
O'Higgins soustředil své síly proti Carrerovi a jejich síly se střetly v bitvě u Las Tres Acequias, ve které nejmladší Carrerův bratr Luis uštědřil O'Higginsovi porážku. Další vzájemný boj byl ale odložen, protože došla zpráva, že royalisté se rozhodli ignorovat nedávno podepsanou smlouvu a pod velením generála Osorna ohrožují Concepcion. Proto se rozhodli spojit své síly a společně čelit této hrozbě. Původně se rozhodli čelit nepříteli u Angostura de Paine, což byla snadno bránitelná rokle ve tvaru hrdla láhve. Na poslední chvíli se ovšem O'Higgins rozhodl obsadit vojáky hlavní náměstí v Rancagui. Carrera, který s tím nesouhlasil, neposlal posily a O'Higginsovy síly byly obklíčeny. V bitvě probíhající ve dnech 1. a 2. října 1814 Španělé zvítězili, ale O'Higgins vydal další svůj slavný rozkaz:
| „ | Kdo ještě může, na koně ať nasedne! Prorazíme nepřátelské obklíčení! | “ |

Stejně jako Carrera a ostatní nacionalisté se O'Higgins se svými následovníky stáhl do Argentiny a zůstal tam po celé tři roky, kdy byli royalisté u vlády. Jeho hlavní podporovatel Mackenna byl zabit v souboji s Luisem Carrerou, což ještě prohloubilo jejich nepřátelství.

## Odkaz

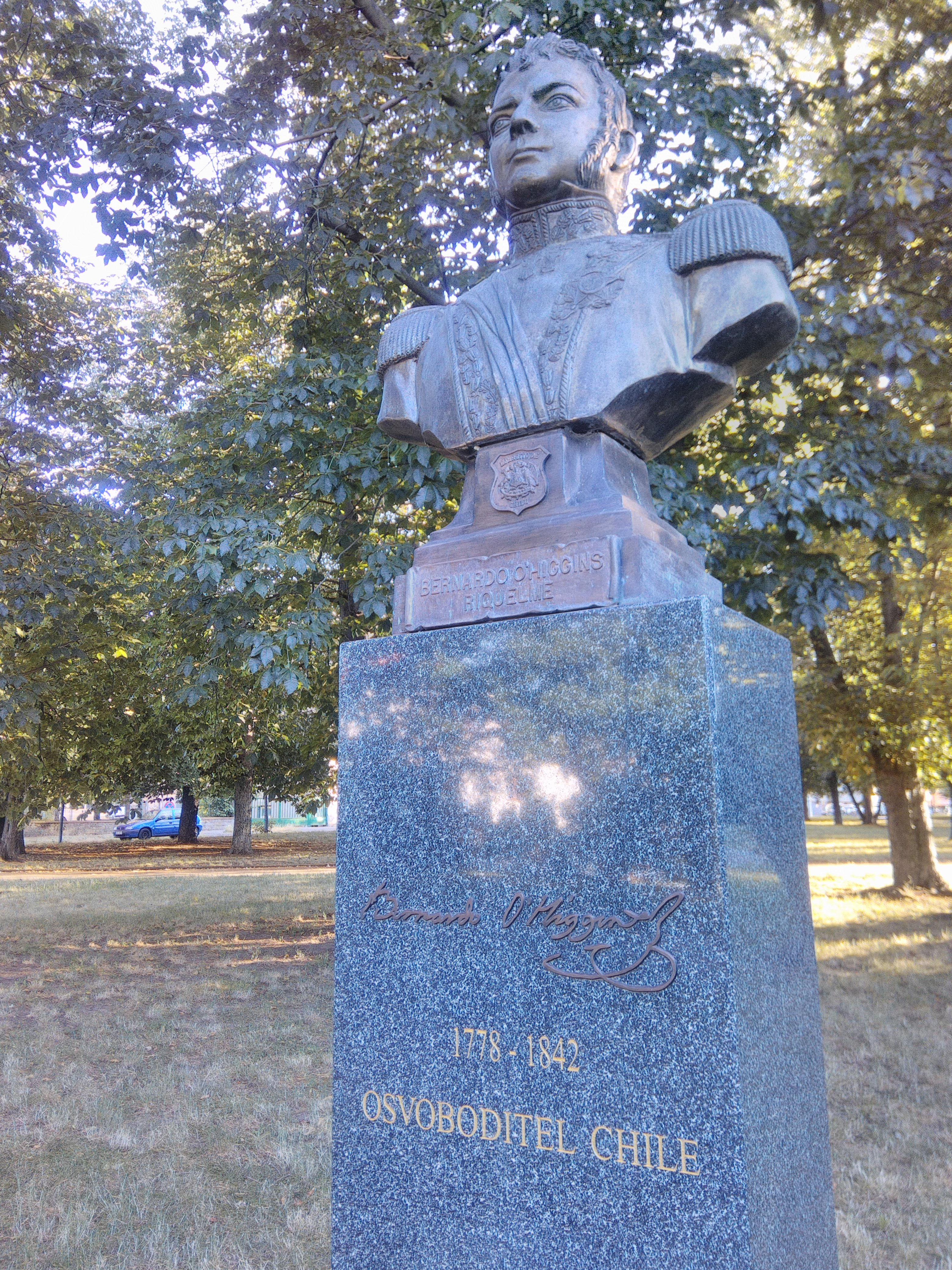
O'Higginsova busta v Praze

Kromě množství pomníků po celé Chile je O'Higgins zvěčněn i na líci mincí chilského pesa v hodnotách 1, 5, 10 a 50 pesos.
V říjnu 2015 byla odhalena O'Higginsova busta v parku generála Lazáro Cardenase del Rio v Praze-Bubenči. Busta byla darem chilského velvyslanectví v Česku.